# Pepete
José Rodríguez Davié (bijnaam: Pepete) (San Fernando, 1867 - Fitero, 13 september 1899), was een Spaans torero.
Pepete was sinds 3 augustus 1891 officieel torero en vocht vaak in Las Ventas, Madrid. Op 12 september 1899 raakte Pepete levensgevaarlijk gewond tijdens een corrida toen de stier Cantinero over een hek in Fitero, Navarra sprong. Hij stierf de volgende dag aan zijn verwondingen.